# Acrocercops gossypii
Acrocercops gossypii är en fjärilsart som beskrevs av Lajos Vári 1961. Acrocercops gossypii ingår i släktet Acrocercops och familjen styltmalar. Inga underarter finns listade i Catalogue of Life.